# Nine Destinies and a Downfall
Nine Destinies and a Downfall è il terzo album del gruppo musicale norvegese Sirenia, pubblicato nel 2007.

## Tracce
Testi e musiche di Morten Veland.
1. The Last Call – 4:45
2. My Mind's Eye - 3:38
3. One by One - 5:30
4. Sundown – 5:04
5. Absent without Leave – 4:53
6. The Other Side – 3:55
7. Seven Keys and Nine Doors - 4:55
8. Downfall – 4:44
9. Glades of Summer - 5:37
10. My Mind's Eye (versione radiofonica) – 3:17 (bonus track)

## Formazione
- Monika Pedersen - voce femminile
- Morten Veland - voce death, chitarre, tastiere, basso, programmazione; voce maschile in Absent Without Leave e Seven Keys and Nine Doors
- Jonathan Pérez - batteria

### Altri musicisti
- Damien Surian, Mathieu Landry, Emmanuelle Zoldan & Sandrine Gouttebel – coro